# 마스 큐브 원
마스 큐브 원(Mars Cube One, MarCO)은 디스커버리 계획의 일환으로 인사이트와 같이 발사되어 통신 실험을 수행하는 2개의 큐브 위성이다. 2개의 위성은 먼저 개발된 A와 B로 나뉘며, 대표적인 실험으로는 화성에서 인사이트의 신호를 받아 지구로 안전하게 중계하는 것과 먼 곳에서도 지구와 통신할 수 있는지 등이다. 따라서 이 큐브 위성은 화성 탐사라는 목적도 있으나 시험용이라는 목적이 더 강하다.

## 역사와 제작 배경
NASA는 화성과 통신할 때 통신이 되지 않는 기간도 있었고, 신호를 서로 주고 받는데 1시간이 소요되는 등 불편함을 겪었다. 이에 여러 연구원이 인사이트와 같이 넣어 통신 실험 위성을 같이 발사하자고 제안하였고, 그 제안은 받아들여져 예산을 배정받고 개발되었다.

## 발사
발사는 원래 2016년 반덴버그 공군기지에서 애틀러스 V(애틀러스 V 401)로 인사이트와 함께 우주로 나갈 예정이었으나, 인사이트의 지진계 문제로 연기되어 2018년 5월 발사되었다. 그리고 인사이트를 발사시킬 예정이었던 애틀러스 V는 인사이트의 발사가 연기되어 지오아이가 개발한 탐사선을 발사시켰다. 발사체는 연기 전 발사체와 같으며, 발사체는 애틀러스 V(AV-078)다. 발사장소도 전과 동일하며, 반덴버그 공군기지에서 발사했다.

## 지원, 개발, 투자
- NASA
- JPL
- ULA
- Caltech
- Stanford

## 같이 보기
- 딥 스페이스 2호
- 화성 탐사
- 엑소마스
- 마르스 3호
- 화성 탐사 로버
- 마스 익스프레스
- 화성 과학 실험실
- 2001 마스 오디세이